# Sydney International 1999
Sydney International 1999 — тенісний турнір, що проходив на відкритих кортах з твердим покриттям NSW Tennis Centre у Сіднеї (Австралія). Належав до серії International в рамках Туру ATP 1999, а також до серії Tier II в рамках Туру WTA 1999. Тривав з 11 до 16 січня 1999 року.

## Учасниці

### Сіяні пари
| Країна    | Гравчиня              | Рейтинг | Сіяна |
| --------- | --------------------- | ------- | ----- |
| США       | Ліндсі Девенпорт      | 1       | 1     |
| Швейцарія | Мартіна Хінгіс        | 2       | 2     |
| Іспанія   | Аранча Санчес Вікаріо | 4       | 3     |
| США       | Вінус Вільямс         | 5       | 4     |
| Іспанія   | Кончіта Мартінес      | 9       | 5     |
| Німеччина | Штеффі Граф           | 10      | 6     |
| Швейцарія | Патті Шнідер          | 8       | 7     |
| Бельгія   | Домінік Ван Рост      | 12      | 8     |

### Інші учасниці
Учасниці, що отримали вайлд-кард на участь в основній сітці в одиночному розряді:
- Рейчел Макквіллан
- Алісія Молік

Учасниці, що отримали вайлд-кард на участь в основній сітці в парному розряді:
- Алісія Молік /  Домінік Ван Рост

Учасниці, що потрапили в основну сітку через стадію кваліфікації в одиночному розряді:
- Каріна Габшудова
- Інес Горрочатегі
- Амелі Моресмо
- Тетяна Панова

Учасниці, що потрапили в основну сітку через стадію кваліфікації в парному розряді:
- Соня Джеясілан /  Джанет Лі

## Фінальна частина

### Одиночний розряд, чоловіки
Тодд Мартін —  Алекс Корретха, 6–3, 7–6(7–5)
- Для Мартіна це був єдиний титул за сезон і 12-й - за кар'єру.

### Одиночний розряд, жінки
Ліндсі Девенпорт —  Мартіна Хінгіс, 6–4, 6–3
- Для Девенпорт це був 1-й титул за рік і 44-й — за кар'єру.

### Парний розряд, чоловіки
Себастьян Ларо /  Деніел Нестор —  Патрік Гелбрайт /  Паул Гаргейс, 6–3, 6–4

### Парний розряд, жінки
Олена Лиховцева /  Ай Суґіяма —  Мері Джо Фернандес /  Анке Губер, 6–3, 2–6, 6–0